# David Miscavige
Vous pouvez aider à l'améliorer ou bien discuter des problèmes sur sa page de discussion.
- Il ne respecte pas la neutralité de point de vue. Considérez son contenu avec précaution. Il est possible de préciser les sections non neutres en utilisant {{section non neutre}} et de souligner les passages problématiques avec {{passage non neutre}}. (Marqué depuis avril 2025)

Vous pouvez aider à l'améliorer ou bien discuter des problèmes sur sa page de discussion.
- Il ne cite pas suffisamment ses sources. Vous pouvez indiquer les passages à sourcer avec {{référence nécessaire}} ou {{Référence souhaitée}}, et inclure les références utiles en les liant aux notes de bas de page. (Marqué depuis mai 2008)
- Il n’est pas rédigé dans un style encyclopédique. (Marqué depuis août 2024)

- Archive Wikiwix
- Bing
- Cairn
- DuckDuckGo
- E. Universalis
- Gallica
- Google
- G. Books
- G. News
- G. Scholar
- Persée
- Qwant
- (zh) Baidu
- (ru) Yandex
- (wd) trouver des œuvres sur Wikidata

David Miscavige (né le 30 avril 1960) est le dirigeant actuel de la scientologie, organisation controversée et qualifiée par certaines personnes de secte, et considérée comme une religion par le gouvernement des États-Unis.
Alors qu'il a été élevé dans la religion catholique, sa famille entière se convertit à la scientologie dans les années 1970.
Il a gravi tous les échelons de cette organisation et est actuellement le président du Centre de technologie religieuse, l'entité qui contrôle les marques, symboles et textes de la scientologie. Au sein du mouvement, il est le successeur de L. Ron Hubbard. Personnage controversé, il a donné quelques rares entretiens où il expose les doctrines de son organisation. Il est également très ami avec l'acteur Tom Cruise qui fait souvent la promotion de la scientologie.

## Enfance
Il naît le 30 avril 1960, fils de Ronald « Ron » Miscavige, Sr. et de son épouse Loretta, dans une famille italo-polonaise qui est alors de religion catholique romaine. David Miscavige a une sœur jumelle. Ils sont les plus jeunes d’une famille de quatre enfants.
Il est élevé dans le New-Jersey. Durant son enfance, David Miscavige souffre d’asthme et d’allergie qui l’empêchent de pratiquer plusieurs sports. Durant ce temps, son père, joueur de trompette, s'intéresse à la scientologie, puis envoie son fils à un scientologue. Selon Ron Hubbard et David Miscavige, une session de dianétique de 45 minutes guérit alors ses maux. La famille est suffisamment impressionnée par la Scientologie pour déménager au quartier général mondial au Saint Hill Manor en Angleterre.

## Scientologie

### Les premières activités
David Miscavige rejoint la Scientologie en 1971. À l’âge de 12 ans il pratique déjà l'audition scientologue. Quand il a 15 ans, sa famille retourne à Philadelphie, où il étudie dans une école secondaire locale ; il affirme y avoir été choqué par les abus de drogues de ses camarades de classe. En 1976, à 16 ans, il quitte l'école avec la permission de son père pour s'installer à Clearwater en Floride. Il rejoint ainsi la sea Organisation, une association de la scientologie établie en 1968 par Hubbard. Quelques-uns de ses premiers emplois consistent à livrer des télex, servir de la nourriture et prendre des photos pour des brochures de Scientologie. Il monte dans la hiérarchie de l’organisation à un point tel que, encore adolescent, il entraîne et supervise des gens beaucoup plus âgés que lui. Par la suite, il reste aux côtés de Hubbard comme son plus proche assistant. En 1977, il travaille directement sous les ordres de Hubbard en tant que caméraman pour des vidéos d’entraînement de Scientologie, à La Quinta en Californie. Hubbard le nomme responsable de l'Organisation du Messager de Commodore Commodore's Messenger Organization (CMO). David Miscavige doit alors faire appliquer la politique de Hubbard dans les organisations individuelles de la Scientologie : il devient membre de la CMO en 1976.

### Montée au pouvoir
En 1980, L. Ron Hubbard n'apparaît plus dans les fonctions publiques reliées à la Scientologie, et David Miscavige prend le contrôle de l'organisation. En 1981, il est nommé responsable du Watchdog Committee et les All Clear Unit, avec la tâche de gérer les réclamations légales variées contre Hubbard. Après les implications criminelles dans Operation Snow White, il persuade Mary Sue Hubbard de démissionner du Guardian Office (GO), et déchoit plusieurs officiers par des procédures d’éthique scientologue. Le St. Petersburg Times, dans un article de 1981 The man Behind Scientology (L’homme derrière la scientologie) raconte : « Durant deux rencontres mouvementées, Miscavige a persuadé Mary Sue Hubbard de démissionner. Ensemble, ils ont composé une lettre aux scientologues confirmant sa décision – le tout sans en parler à L.Ron Hubbard. »  Selon David Miscavige, lui et Mary Sue Hubbard sont restés de bons amis après coup.
En octobre 1982, David Miscavige exige que les Missions scientologues entrent dans un nouveau contrat d'utilisation de marque qui établit des politiques plus strictes quant à l'utilisation de matériel scientologue. Durant les deux années qui suivent la formation du CTR, David Miscavige et son équipe du CTR remplacent la plupart des cadres intermédiaires et de la haute direction de la Scientologie. Certains de ceux qui ont été évincés tentent d’établir des organisations séparatistes, telles que le Centre Ability conduit par David Mayo, un ancien membre du conseil d'administration qui a aussi été l'auditeur personnel de Hubbard.
Quand L. Ron Hubbard meurt en 1986, David Miscavige annonce son décès aux membres de la Sea Org au Hollywood Palladium. Peu avant la mort d'Hubbard, il devient évident dans la Sea Org qu'il ordonnera la promotion du scientologue Pat Broeker et de son épouse au nouveau rang d'Officier loyal, faisant d'eux les membres les plus hauts gradés. David Miscavige affirme que cet ordre a été falsifié. Après la mort d'Hubbard, David Miscavige assume la position de chef de l’organisation de la Scientologie.

### Négociations avec l'IRS
En 1990, David Miscavige fonde l’organisme Citizens for an Alternative Tax System, qui affiche la volonté de supprimer l'IRS (le fisc américain), et de remplacer toutes les taxes par une taxe sur la consommation. Dans les années 1990, les scientologues ont fait 2 400 procès à cette agence fédérale.
En 1991, David Miscavige, associé à Mark Rathbun, visitent les quartiers généraux de l'IRS (le fisc américain) pour arranger une réunion avec le Commissaire Fred T. Goldberg Jr., aux fins d'initier un processus de révision de deux ans, et ultimement, la reconnaissance comme une religion aux États-Unis et une exemption de taxes pour l’Église de Scientologie Internationale et ses organismes, non sans procès.
La scientologie obtient le statut de religion auprès de l'Internal Revenue Service (le service des impôts)
Pour annoncer l’entente avec l'IRS, David Miscavige réunit des membres de la Scientologie dans la Los Angeles Sports Arena, pour un discours de deux heures et demie durant lequel il déclare aux participants de l'événement, que « la guerre était finie ! ».
Sans ce statut, la scientologie aurait dû payer un milliard de dollars en impôts depuis le début de sa création.

### Couverture médiatique
Depuis qu’il dirige la scientologie, David Miscavige doit faire face à des comptes-rendus de presse concernant des pratiques rapportées illégales et immorales de l’Église de Scientologie. Un article en couverture d'un Time magazine de 1991, « The Thriving Cult of Greed and Power » (Le culte prospère de la cupidité et du pouvoir) décrit David Miscavige comme le « meneur » d'un « racket mondial énormément profitable qui survit en intimidant ses membres et ses critiques d’une manière mafieuse ».
Dans sa première apparition médiatique, en 1992, David Miscavige est interviewé par Ted Koppel de ABC News. Dans une émission de près d'une heure, il dénonce ce qu'il décrit comme des idées fausses circulant à propos de la Scientologie et condamne les récentes critiques de l'Église comme étant infondées et fanatiques. David Miscavige évoqué aussi le problème des croyances extraterrestres dans la Scientologie, les déclarant non différentes des croyances de n'importe quelle autre religion. Lorsqu'un enregistrement audio de L. Ron Hubbard décrivant sa visite personnelle de la ceinture Van Allen (sic) est diffusé au cours de l'émission, Miscavige le rejette en tant que « ne faisant pas partie de l’actuelle Scientologie ».
En 1998, David Miscavige donne son unique interview à un quotidien. Le St. Petersburg Times rapporte : « Miscavige a dit qu’il œuvrait en vue de mettre fin aux différends avec ceux qui continuent de s'opposer à la Scientologie ».
En 2000, David Miscavige apparaît lors d'un événement anniversaire en l'honneur de L. Ron Hubbard à Clearwater en Floride, où il déclare : « nous avons l'intention d’amener la LRH tech à toute la planète. Nous avons l'intention d'atteindre la cible de la Scientologie et nous avons l'intention de le faire de notre vivant ». Il déclare dans un discours de 2004 : « Certains peuvent s'estimer en droit de se plaindre des conditions dans lesquelles nous vivons et cette polémique peut sembler insurmontable (...) Nous avons une vue différente de ce que représentent les êtres sur cette Terre (...) Nous croyons aux droits humains et nous agissons pour en faire des faits de la vie de tous les jours. »  En 2009, les responsables de la Scientologie déclarent au St. Petersburg Times que David Miscavige est en train de gérer une « renaissance » dans le champ de parution des livres de Scientologie et qu'il travaille ainsi à l'expansion de l'Église.

## Rôle actuel de David Miscavige dans la Scientologie
Comme président du Conseil d’administration du « Centre des technologies religieuses » de la scientologie, David Miscavige travaille principalement dans la Gold Base de la Scientologie, une base discrètement construite dans un lieu isolé du désert de Californie, près d'Hemet.
En 2003, David Miscavige lance une stratégie de construction de nouvelles églises de Scientologie dans toutes les villes majeures du monde. Depuis lors, 24 nouvelles églises ont ouvert, nombre d'entre elles dans des capitales, dont Madrid, New York, Londres et Berlin. Vingt autres églises sont en phase de conception, de planification ou de construction à Tel Aviv, Twin Cities et Tampa.

## Disparition de son épouse
David Miscavige s'est marié avec une collègue membre du Sea Org, Shelly. Ils n'ont pas eu d'enfants. Shelly Miscavige n'a pas été vue en public depuis août 2007, alors qu'elle était escortée à l'enterrement de son père. L'Église de Scientologie refuse de faire des commentaires sur cette disparition, en dehors d'avocats affirmant la représenter, et qu'« elle n'a pas disparu et consacre son temps au travail pour l'Église de Scientologie ». D'anciens membres de Sea Org pensent qu'elle est retenue contre son gré en Californie.

## Famille
Sa sœur, Denise Licciardi, a été engagée en 2002 par Bryan Zwan en tant que haute dirigeante de Digital Lightwave, une compagnie basée à Clearwater, Floride. Son frère le plus âgé, Ronald Miscavage Jr., a aussi été dans la Sea Org pour un temps, mais a quitté l’Église de Scientologie en 2000. David Miscavige est passionné par les armes à feu et apprécie le tir au pigeon d'argile. Dans une entrevue accordée en 1998 au St. Petersburg Times, il déclare que jouer du piano, faire de la photographie sous-marine et du vélo de montagne font partie de ses hobbies.
Sa nièce Jenna Miscavige Hill, qui a quitté la scientologie, affirme que les membres de la famille membres de l'organisation n'ont pas le droit de parler à ceux qui l'ont quittée, comme le propre frère de David Miscavige.